# Г-20
Г-20 — двухместный учебно-спортивный самолёт.

## Тактико-технические характеристики
- Экипаж: 2 человек
- Длина: 6,3 м
- Высота: 2,3 м
- Размах крыльев: 9,7 м
- Площадь крыльев: 13,2 м²
- Взлётная масса: 836 кг
- Масса пустого: 607 кг
- Двигатель: 1×М-11, 75 кВт (100 л. с.)
- Максимальная скорость: 209 км/ч
- Продолжительность полёта: 2,5 ч
- Практический потолок: 3870 м
- Разбег: 190 м
- Пробег: 170 м